# Križan Vrh
Križan Vrh (Duits: Krischanverh, 1943–1945 Kristanberg) is een plaats in Slovenië en maakt deel uit van de gemeente Bistrica ob Sotli in de NUTS-3-regio Savinjska. De plaats telde 69 inwoners op 1 januari 2020.